# Асен Овчаров
Асен Овчаров (болг. Асен Овчаров; 1906, Харманли, Болгарія — 1972, Пловдив, Болгарія) — болгарський музикант, диригент та композитор, засновник джазу в Болгарії.

## Життєпис
Народився в Харманли в 1906. Закінчив середню школу у своєму місті. Вивчав хімію в Софійському університеті, але через брак коштів і після виявлення музичного покликання, не зміг закінчити навчання. Недовго навчався у викладача в Музичній академії Андрія Стоянова. У 1932 на радіо «Родно» Асен Овчаров вперше виступив із живим джазовим концертом у Болгарії. За його ініціативою в 1933 була зроблена спроба структурувати джаз і створити професійну організацію оркестрів. Джаз був виключений з державної політики, але за його допомогою в ресторані «Алькасар» на софійському бульварі «Цар Освободител» був створений перший у Болгарії джазовий клуб — клуб джаз-оркестру. Головою обрали Бориса Левієва. Через незгоди джаз-клуб проіснував лише рік. Асен Овчаров зробив аранжування для малого (1936) та великого оркестру (1937). Влітку він грав у «Морському казино» у Варні, а взимку — у колективах Ангела Сладкарова та Ділкова.
Овчаров був мобілізований під час Другої світової війни. У 1945 створив оркестр, який грав у барах «Асторія» та «Софія» та в ресторані «Болгарія». Солістом-скрипалем був Олександр Ніколов — Сашо Сладура.
У 1949 Овчарова було заарештовано за звинуваченням у шпигунстві США та Великої Британії. Його звинувачували у виконанні «Інтернаціоналу» у стилі джазу. Овчарова та його дружину депортували до Тутракану після того, як він провів півроку у слідчому ізоляторі. Потім його доставили до концтабору Белене. Овчаров був звільнений у 1952, але незабаром був засуджений до шести років в'язниці з політичних мотивів.
Асен обирає інтернування в Пловдиві після заборони повернення до Софії. В Пловдиві викладає акордеон у музичній школі. Працює композитором та диригентом Ансамблю пісні і танцю на Радіо Пловдив. Керував естрадним ансамблем Будинку працівників транспорту.
Помер у 1972 у Пловдиві.
24 травня 2001 отримав посмертно почесну нагороду за музику від Міністерства культури.

## Джаз Овчаров

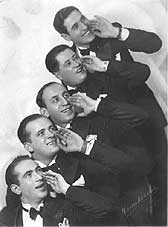
Джаз Овчаров

Перший джазовий оркестр в Болгарії був створений в 1937 в Софії.
Гурт «Джаз Овчаров», у складі Божидара Сакеларева — кларнет і альцаксофон, Ніко Нісімова — тенорсаксофон, Леона Альфаса — альцаксофон, Стефан Кованова — труба, Давид Ашкеназі — ударні, Олександр Ніколов — «Алекс Солодощі» — скрипка і бас.
Оркестр розміщений у розкішному ресторані «Болгарія». У 1938 в Королівському кінотеатрі відбувся перший великий концерт оркестру. Після кількох концертів австрійський імпресаріо запропонував Асену Овчарову тривалий тур в Аргентині, але хоча були підготовлені рекламні матеріали, зроблені фотографії та роздруковані плакати, з незрозумілих причин тур не відбувся. Джаз Овчаров грав на відкритті готелю «Болгарія» за проектом архітектора Станчо Белковського в 1938.
У 1941 «Джаз Овчаров» головним оркестром естрадного шоу, яке було відкрито в міському казино в Софії. Джазову групу приваблюють джазові співачки Лені Валькова, Люсі Найденова та Леа Іванова, відомі як «Три Ел». Перший класичний біг-бенд на Балканському півострові був сформований Асеном Овчаровим у 1942.
| Пісня                           | Авторів                              | Солісти                           | Тривалість |
| ------------------------------- | ------------------------------------ | --------------------------------- | ---------- |
| «Я легко знаю чоловіків»        | Пепі Радоєв                          | Катерина Ванкова-Коларова         | 2:50 хв.   |
| «Де ростуть пальми»             | Ніколов, текст Аміко Фріца           | Н. Петрова та Катерина Ванкова    | 3:30 хв.   |
| «Кінь — новий танець»           | Мальфред, текст Маджарова            | Катерина Ванкова                  | 3:25 хв.   |
| «Приходь»                       | М. Тодоров, текст Димчо Дебелянова   | Катерина Ванкова                  | 3:05 хв.   |
| «Ревнощі»                       | Нісо Левієв, текст Д. Лозанова       | Катерина Ванкова та Павло Елмазов | 3:30 хв.   |
| «Ви дізнаєтесь це досить скоро» | Н. Левієв                            | сестри Дацковська та Мірошниченко | 3:20 хв.   |
| «Ти багато бігав за мною».      | Г. Ніколов, текст Н. Левієв          | сестри Дацковська та Мірошниченко | 3:25 хв.   |
| «Роуз Марі»                     | Михаїл Джеррі, текст Бебель Маджаров | Р. Рангелов і Н. Генчев           | 2:40 хв.   |
| «Блукати вічно наодинці»        | солісти і співаки                    | Р. Рангелов і Н. Генчев           | 3:00 хв.   |
| «Белла бамбіна»                 | Г. Ніколов, текст Б. Маджаров        | Катерина Ванкова                  | 3:15 хв.   |
| «Доля»                          | Г. Ніколов, текст Б. Маджаров        | Катерина Ванкова                  | 3:10 хв.   |
| «Бразиліана»                    | музика та слова Йосифа Цанкова       | Христо Велчев                     | 2:00 хв.   |
| «Я полюбив тебе»                | Н. Левієв, текст Аміко Фріца         | Христо Велчев                     | 2:00 хв.   |
| «Я народився серед троянд»      | музика та слова Йосифа Цанкова       | Надя Сотірова                     | 2:50 хв.   |
| «Нездійснена мрія»              | Жорж Касабов, текст Б. Маджаров      | Надя Сотірова                     | 2:00 хв.   |
| «Не довіряй жінкам»             | музика та слова Йосифа Цанкова       | Р. Рангелов і Н. Генчев           | 3:05 хв.   |
| Марія Магдалена                 |                                      | Р. Рангелов і Н. Генчев           | 3:50 хв.   |
| «Я тебе люблю»                  | музика та слова Йосифа Цанкова       | Надя Сотірова                     |            |
| «Балалайка»                     | Rosford, текст Д. Лозанов            | Катерина Ванкова-Коларова         |            |